# Aleuroclava hindustanicus
Aleuroclava hindustanicus is een halfvleugelig insect uit de familie witte vliegen (Aleyrodidae), onderfamilie Aleyrodinae.
De wetenschappelijke naam van deze soort is voor het eerst geldig gepubliceerd door Meganathan & David in 1994.